# Jamshedpur
Jamsehdpur is een industriestad in de Indiase deelstaat Jharkhand. De stad is gelegen in het district Purbi Singhbhum (Oost-Singhbhum) en heeft 570.349 inwoners. De agglomeratie heeft echter 1.101.804 inwoners, waarmee het de grootste agglomeratie is van Jharkhand.

## Economie
Het gebied rondom Jamshedpur is rijk aan mineralen, zoals kolen en ijzer. Een van de eerste Indiase Staalproducente is dan ook hier gevestigd. Dit is nog steeds de belangrijkste industriële bezigheid in de stad, hoewel er ook auto's, vrachtwagens en locomotieven gemaakt worden, alle ook staalproducten.

## Bekende inwoners van Jamshedpur

### Geboren
- Gerald Durrell (1925), Brits natuuronderzoeker
- Priyanka Chopra (1982), actrice en zangeres

## Externe links

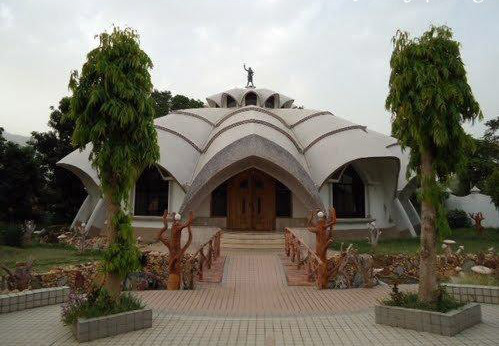